# 浦昭二
浦 昭二（うら しょうじ、1927年（昭和2年） - 2012年（平成24年））は、日本の工学者（コンピュータ科学）である。理学博士（九州大学）。「情報システム」の語、および情報システム学の体系的構築を提唱し、情報システム学会を創設した。学校法人新潟平成学院（新潟国際情報大学の設置者）の理事も務めた。

## 経歴
- 1927年（昭和2年）: 出生。
- 1952年（昭和27年）3月: 東京大学工学部応用数学科を卒業。
- 1955年（昭和30年）日経品質管理文献賞受賞。
- 1962年（昭和37年）: 九州大学から理学博士の学位を授与される。
- 慶應義塾大学理工学部管理工学科教授
- 1994年（平成4年）: 慶應義塾大学から名誉教授の称号を授与される。
- 1994年（平成4年）: 新潟国際情報大学情報文化学部教授・学部長
- 1998年（平成8年）: 新潟国際情報大学から名誉教授の称号を授与される。
- 1998年（平成8年）5月: 社団法人情報処理学会の名誉会員（終身）となる。
- 2005年（平成15年）: 情報システム学会 (ISSJ) が設立される。

## 学位論文等

### 博士学位論文
- 浦 昭二 著、『Statistical methods in sensory tests』、1962年、九州大学

## 書籍
- 情報処理システム入門 / 浦昭二[編集],市川照久[編集]. -- 第3版. -- サイエンス社, 2006.6. -- (Information & computing ; 41)
- 情報社会を理解するためのキーワード. 3 / 神沼靖子,浦昭二. -- 培風館, 2003.7
- 情報社会を理解するためのキーワード. 2 / 細野公男,中嶋聞多,浦昭二. -- 培風館, 2003.7
- 情報の処理と活用 / 浦昭二,市川照久[他]. -- サイエンス社, 2001.1. -- (Information & computing ; 100)
- 基礎情報システム論 / 浦昭二[他]. -- 共立出版, 1999.1
- 情報システム学へのいざない / 浦昭二[著], 神沼靖子[著], 細野公男[著], 宮川裕之[著] -- 培風館, 1998.4
- 情報処理システム入門 / 浦昭二,市川照久. -- 第2版. -- サイエンス社, 1998.1. -- (Information & computing ; 41)
- 情報システムの分析と設計 / G.カッツ[他]. -- 培風館, 1995.3
- C入門 / 浦昭二. -- 培風館, 1994.7. -- (電子計算機のプログラミング ; 11)
- アルゴリズムとデータ構造 / N.ヴィルト[他]. -- 近代科学社, 1990.9
- FORTRAN77入門 / 浦昭二. -- 改訂版. -- 培風館, 1990.9. -- (電子計算機のプログラミング ; 8)
- 情報処理システム入門 / 浦昭二,市川照久. -- サイエンス社, 1989.12. -- (Information & computing ; 41)
- データ構造 / T.G.レヴィス,M.Z.スミス[他]. -- 培風館, 1987.3. -- (情報処理シリーズ ; 10)
- プログラミング原論 / E.W.ダイクストラ[他]. -- サイエンス社, 1983.3. -- (サイエンスライブラリ ; 42)
- FORTRAN77入門 / 浦昭二. -- 培風館, 1982.11. -- (電子計算機のプログラミング ; 8)
- プログラミングシステムの基礎 / J.D.ウルマン[他]. -- 培風館, 1981.9. -- (情報処理シリーズ ; 1)
- FORTRAN入門 / 浦昭二. -- 3訂版. -- 培風館, 1980.1. -- (電子計算機のプログラミング ; 1)
- 認知過程論に基く人工知能用汎用言語KAILの開発および知識の表現と学習への応用 / 浦,昭二,慶應義塾大学. -- 1979-1980
- コンピュータサイエンス入門. 2 / A.I.フォーサイス[他]. -- 改訂版. -- 培風館, 1978.9
- コンピュータサイエンス入門. 1 / A.I.フォーサイス[他]. -- 改訂版. -- 培風館, 1978.3
- 数学問題へのコンピュータアプローチ / J.ニーバージェルト,J.C.ファーラー,E.M.レインゴールド[他]. -- 培風館, 1976
- コンピュータサイエンス入門. 4 / A.I.フォーサイス[他]. -- 培風館, 1975
- 電子計算機基礎講座. 6. -- 共立出版, 1974
- コンピュータサイエンス入門. 3 / A.I.フォーサイス[他]. -- 培風館, 1974
- コンピュータサイエンス入門. 2 / A.I.フォーサイス[他]. -- 培風館, 1972
- 多変量解析の基礎 / M.G.ケンドール[他]. -- サイエンス社, 1972. -- (サイエンス ライブラリー ; 統計学 4)
- FORTRAN入門 / 浦昭二. -- 改訂版. -- 培風館, 1972. -- (電子計算機のプログラミング ; 1)
- コンピュータサイエンス入門. 1 / A.I.フォーサイス[他]. -- 培風館, 1971
- リアルタイム・システムの基礎 / W.H.デスモンド[他]. -- 日本経営出版会, 1970
- アセンブリ言語 / 浦昭二. -- 培風館, 1970. -- (電子計算機のプログラミング ; 3)
- 電子計算機の基礎 / L.ナシェルスキー[他]. -- 培風館, 1969
- 電子計算機プログラミングシステム / F.P.フィッシャー,G.F.スウィンドル[他]. -- 培風館, 1967
- FORTRAN入門 / 浦昭二. -- 培風館, 1966. -- (電子計算機のプログラミング ; 1)
- 経営数学. -- みすず書房, 1957-1961.